# 이지수 (1993년생 희극인)
이지수(1993년 1월 16일~2023년 7월 9일)는 대한민국의 희극인이었다.

## 출연 작품
- 《코미디 빅리그》(tvN)
  - 오동나무엔터
  - 해바라기 용태식
  - 동네친구 썸쿵
  - 수틀린 우먼 파이터
  - 코빅엔터
  - 오동대학
  - 코빅 뉴스
  - 취향저격수
  - 주마등
  - 나이스샷
  - 나의 장사일지
  - 갈라SHOW
  - 불타는 코빅맨
  - 산골마을 두근두근
  - 미스터 트럭(유작)

## 사망
2023년 7월 9일에 119 신고를 받고 긴급 출동한 구급대원에 의해 사망한 채 발견되었다. 휴대폰이 꺼진 상태로 계속 연락이 되지 않자, 어머니 박모 씨가 119에 신고하였으며, 이후 경찰과 함께 이지수의 자취방을 찾아가 숨진 채 발견되었다는 내용이 보도되었다. 다만, 자세한 사망 원인은 아직 밝혀지지 않은 상태이다.